# Ravnice (Bośnia i Hercegowina)
Ravnice (cyr. Равнице) – wieś w Bośni i Hercegowinie, w Republice Serbskiej, w gminie Novi Grad. W 2013 roku liczyła 581 mieszkańców.